# Amficcíons
Els amficcíons (en grec antic Ἀμφικτύων Amphiktýōn, literalment: 'el que habita a l'entorn') eren aquells que es reunien periòdicament en un lloc concret, generalment un santuari, per a celebrar en comú un festival. Segons la tradició, rebia el seu nom d'Amficcíon, el fill de Deucalió i suposat fundador de la primera unió. La unió més coneguda d'aquesta mena fou l'anomenada Lliga Amficciònica o Amficcionia.